# Sparganium americanum
Sparganium americanum är en kaveldunsväxtart som beskrevs av Thomas Nuttall. Sparganium americanum ingår i släktet igelknoppar, och familjen kaveldunsväxter. Inga underarter finns listade i Catalogue of Life.

## Bildgalleri

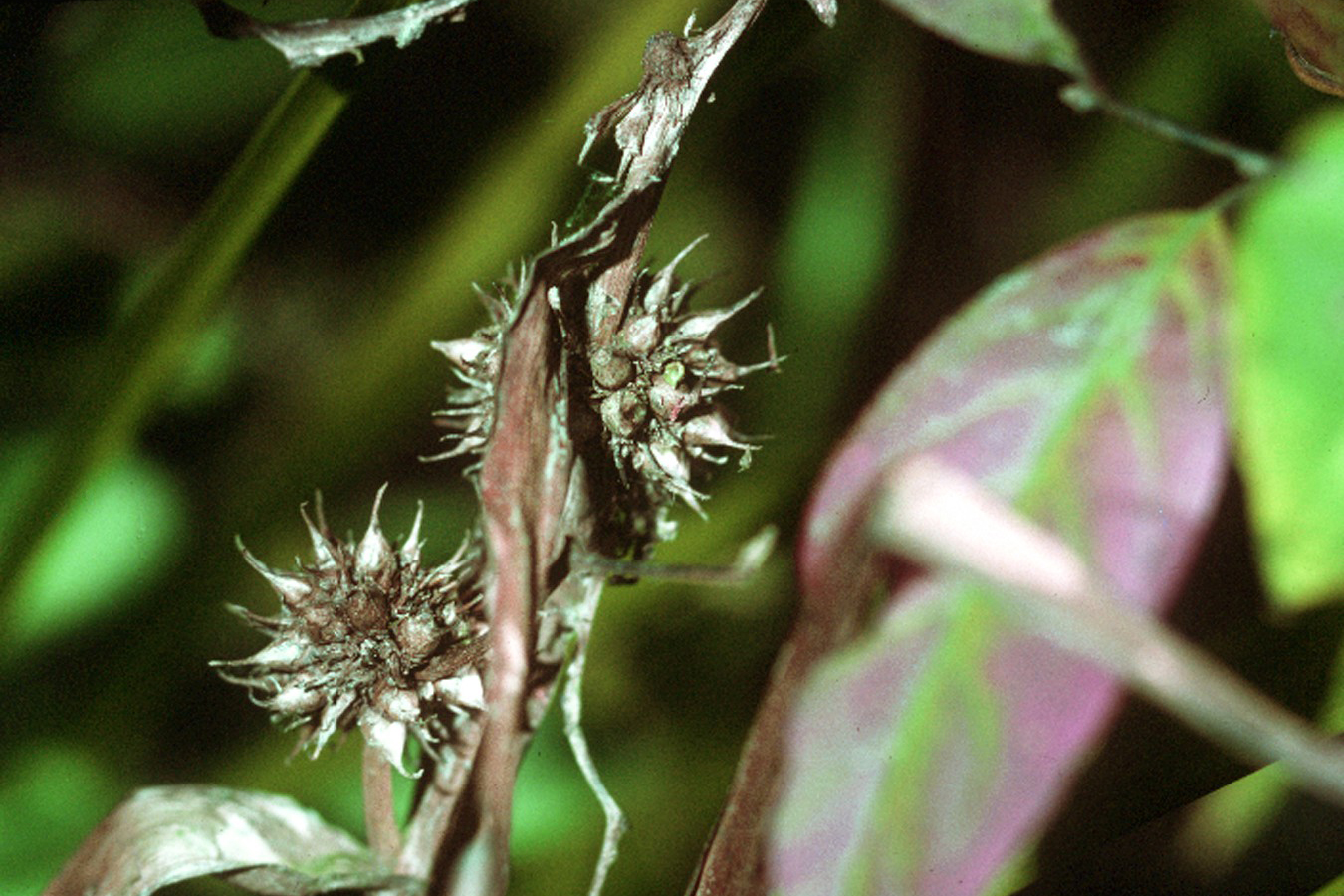
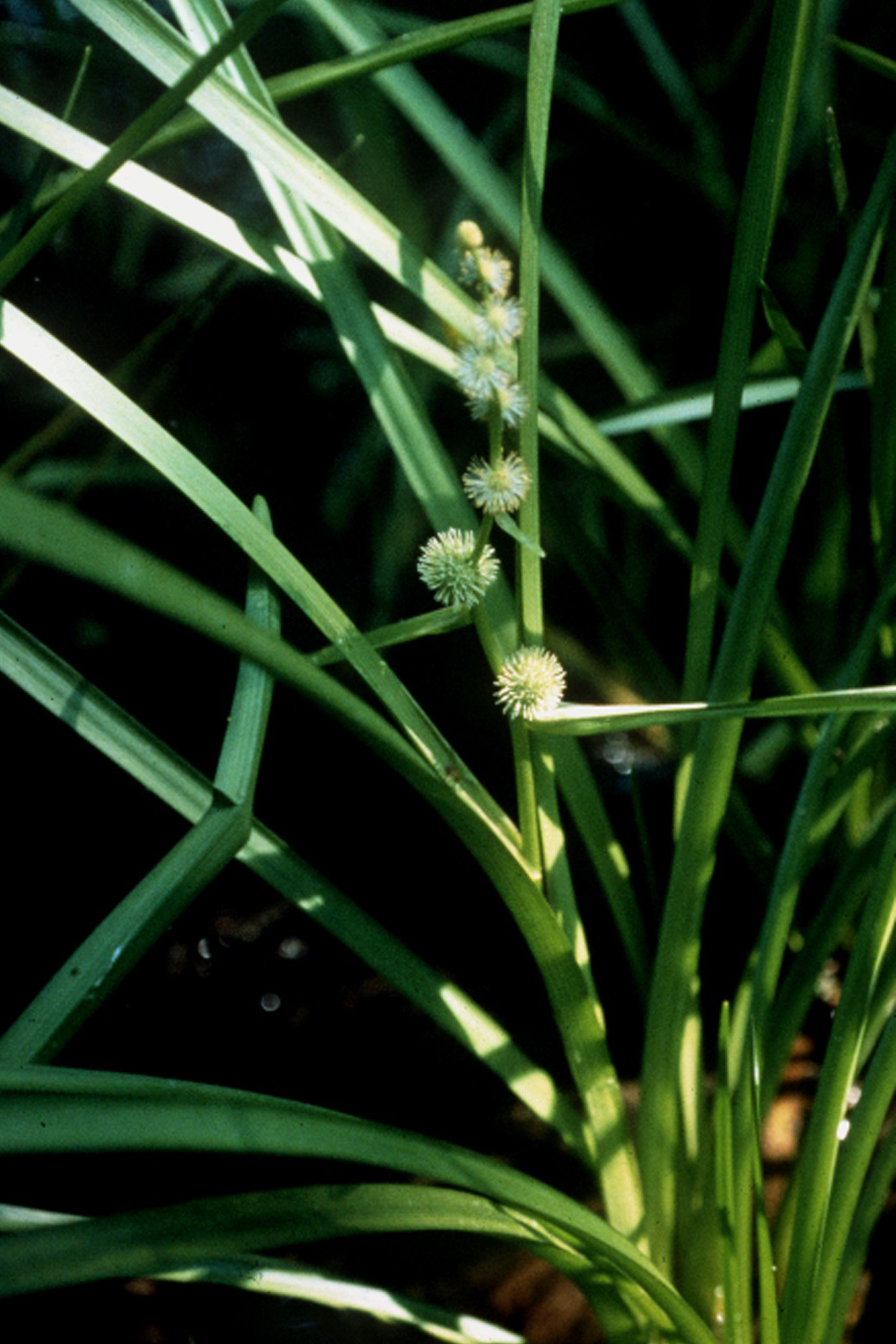